# زنان در بریتانیا
زنان در بریتانیا نقش اجتماعی، فرهنگی و سیاسی زنان در بریتانیا را در طول دو هزاره اخیر پوشش می‌دهد.

## قرون وسطی

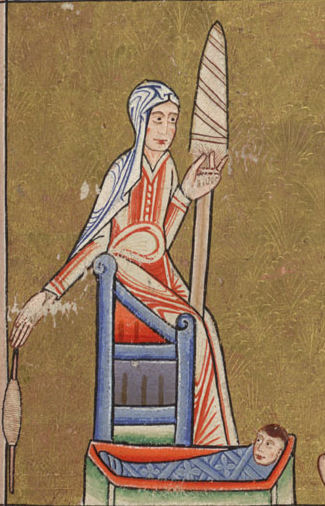
اوا (Eva) در مقابل گهواره یکی از فرزندانش.

انگلستان قرون وسطی یک جامعه مردسالار بود و زندگی زنان به شدت تحت تأثیر باورهای در مورد جنسیت و اقتدار بود. با این حال، موقعیت زنان با توجه به عواملی از جمله طبقه اجتماعی آنها متفاوت بود. خواه مجرد، متأهل، بیوه یا دوباره ازدواج کرده باشند. هنریتا لیزر استدلال می‌کند که زنان از قدرت غیررسمی زیادی در خانه‌ها و جوامع خود برخوردار بودند، اگرچه آنها به‌طور رسمی تابع مردان بودند. او بدتر شدن وضعیت زنان در قرون وسطی را شناسایی می‌کند، اگرچه آنها نقش‌های قوی در فرهنگ و معنویت را حفظ کردند.
نابرابری‌های جنسیتی قابل‌توجهی در طول دوره ادامه داشت، زیرا زنان معمولاً نسبت به مردان انتخاب‌های زندگی، دسترسی به شغل و تجارت و حقوق قانونی محدودتری داشتند. پس از حمله نورمن‌ها، موقعیت زنان در جامعه تغییر کرد. حقوق و نقش‌های زنان تا حدی در نتیجه توسعه نظام فئودالی و گسترش نظام حقوقی انگلیس مشخص شد. برخی از زنان از این کار سود بردند، در حالی که برخی دیگر ضرر کردند. حقوق زنان بیوه در اواخر قرن دوازدهم به‌طور رسمی در قانون وضع شد و حق زنان آزاد برای داشتن دارایی را روشن کرد، اما این لزوماً مانع از ازدواج مجدد زنان با اجبار بر خلاف میل آنها نشد. رشد نهادهای دولتی تحت سلسله اسقف‌ها نقش ملکه‌ها و خانوارهای آنها را در حکومت رسمی کاهش داد. زنان نجیب متأهل یا بیوه حامیان فرهنگی و مذهبی مهمی باقی ماندند و نقش مهمی در رویدادهای سیاسی و نظامی ایفا کردند، حتی اگر وقایع نگاران مطمئن نبودند که آیا این رفتار مناسب است یا خیر. مانند قرون قبل، بیشتر زنان در زمینه کشاورزی کار می‌کردند، اما در این دوره نقش‌ها به وضوح مشخص‌تر شد، به‌عنوان مثال، شخم زدن و مدیریت مزارعی به عنوان کار مردان تعریف می‌شد، و تولید لبنیات تحت سلطه زنان قرار گرفت.
در قرون وسطی، زنان مسئولیت تهیه و فروش آبجو را داشتند که همه مردان می‌نوشیدند. در سال ۱۶۰۰، مردان این نقش را بر عهده گرفتند. دلایل آن عبارتند از رشد تجاری، شکل‌گیری بازار طلا، تغییر فن آوری، مقررات جدید، و تعصبات گسترده‌ای که آبجوسازان زن را با مستی و بی نظمی مرتبط می‌کند. میخانه‌ها هنوز از زنان برای سرو آن استفاده می‌کرند که وظایفی با وضعیت پایین، کم مهارت و با دستمزد ضعیف بود.

## دوره مدرن اولیه

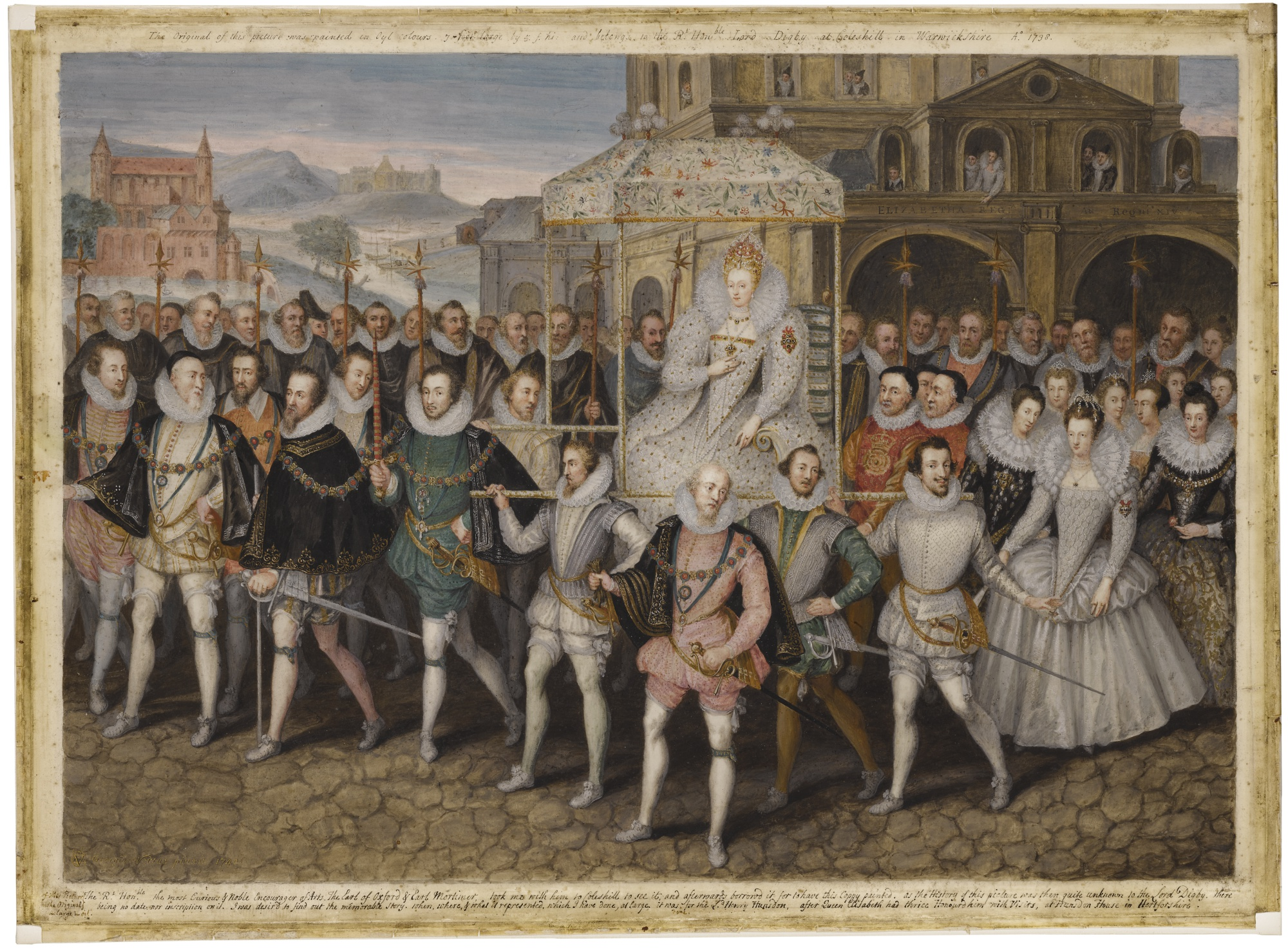
نقاشی از زنان در بریتانیا نقش اجتماعی، فرهنگی و سیاسی زنان در بریتانیا

### دوران تودور
در حالی که دوره تودور مطالب فراوانی در مورد زنان اشراف - به ویژه همسران و ملکه‌های سلطنتی - ارائه می‌دهد، مورخان اسناد کمی دربارهٔ زندگی متوسط زنان به دست آورده‌اند. با این حال، تجزیه و تحلیل آماری گسترده‌ای از داده‌های جمعیتی که شامل زنان، به ویژه در نقش فرزندآوری آنها می‌شود، وجود دارد.

### ازدواج
بیش از ۹۰ درصد از زنان انگلیسی (و به‌طور کلی بزرگسالان) در این دوره در سن متوسط ۲۵ تا ۲۶ سال برای عروس و ۲۷ تا ۲۸ سال برای داماد وارد پیوند ازدواج شدند. در میان اشراف و اعیان، میانگین برای عروس‌ها ۲۱–۱۹ و برای دامادها ۲۴–۲۶ بود. بسیاری از زنان شهر برای اولین بار در دهه سی و چهل زندگی خود ازدواج کردند و برای زنان جوان یتیم غیرعادی نبود که ازدواج را تا اواخر دهه بیست یا اوایل سی برای کمک به حمایت از خواهر و برادر کوچکتر خود به تأخیر بیندازند، و تقریباً یک چهارم کل انگلیسی‌ها، عروس‌ها در عروسی باردار بودند.

## انقلاب صنعتی
مورخان زن دربارهٔ تأثیر انقلاب صنعتی و سرمایه‌داری به‌طور کلی بر وضعیت زنان بحث کرده‌اند. آلیس کلارک با نگاهی بدبینانه استدلال کرد که زمانی که سرمایه‌داری به انگلستان قرن هفدهم رسید، تأثیر منفی بر وضعیت زنان گذاشت زیرا آنها اهمیت اقتصادی خود را از دست دادند. کلارک استدلال می‌کند که در قرن شانزدهم انگلستان، زنان در بسیاری از جنبه‌های صنعت و کشاورزی مشغول بودند. خانه یک واحد مرکزی تولید بود و زنان نقش حیاتی در اداره مزارع و در راه اندازی برخی تجارت‌ها و املاک زمین ایفا می‌کردند. برای مثال، آبجو تهیه می‌کردند، شیر و کره تولید می‌کردند و مرغ و خوک پرورش می‌دادند، سبزیجات و میوه می‌کاشتند، کتان و پشم را به صورت نخ می‌ریختند، لباس‌ها را می‌دوختند و وصله می‌کردند، و از بیماران پرستاری می‌کردند. نقش‌های اقتصادی مفیدشان به آنها نوعی برابری با شوهرانشان می‌داد. با این حال، کلارک استدلال می‌کند که با گسترش سرمایه‌داری در قرن هفدهم، تقسیم کار بیشتر و بیشتر می‌شد و شوهر مشاغل مزدبگیر خارج از خانه را بر عهده می‌گرفت و نقش زن به کار خانگی بدون مزد کاهش می‌داد. زنان طبقه متوسط به یک زندگی خانگی و سرپرستی خدمتکاران محدود می‌شدند. زنان طبقه پایین مجبور به مشاغلی با دستمزد ضعیف شدند؛ بنابراین، سرمایه‌داری بر زنان قدرتمندتر تأثیر منفی داشت. آیوی پینچبک در تفسیری مثبت تر استدلال می‌کند که سرمایه‌داری شرایط را برای رهایی زنان ایجاد کرد. لوئیز تیلی و جوآن والاک اسکات بر تداوم و جایگاه زنان تأکید کرده‌اند و سه مرحله در تاریخ اروپا پیدا کرده‌اند. در دوران ماقبل صنعتی، تولید بیشتر برای مصارف خانگی بود و زنان بسیاری از نیازهای خانوار را تأمین می‌کردند. مرحله دوم «اقتصاد دستمزدی خانوادگی» در صنعتی شدن اولیه بود، کل خانواده به دستمزد جمعی اعضای آن، از جمله شوهر، زن و فرزندان بزرگتر وابسته بود. مرحله سوم یا مدرن «اقتصاد مصرفی خانوادگی» است که در آن خانواده محل مصرف است و زنان به تعداد زیادی در مشاغل خرده فروشی و دفتری برای حمایت از استانداردهای رو به افزایش مصرف به کار گرفته می‌شوند.